# Keresztszülő
A keresztszülő (keresztapa vagy keresztanya) egyes keresztény felekezetekben az, aki a gyermeket kereszteléskor a keresztvíz alá tartja. Feladatuk, hogy a gyermek keresztény neveltetéséről gondoskodjanak, illetve régebben az is, hogy felneveljék a gyermeket, ha árva lett. Keresztszülő csak az lehet, aki maga is meg van keresztelve. A bérmáláskor is szoktak keresztszülőt választani.

## Története
A keresztszülők története a középkorig nyúlik vissza. Ekkor bizonyos időkben lehetett valakinek akár több keresztszülője is, az újkortól kezdve az embereknek többnyire 2 keresztszülőjük van (egy keresztapa és egy keresztanya, akik nem feltétlenül házaspár).

## A keresztcsalád
Keresztfiú vagy -lány: Ha pl. Pistinek Józsi a keresztapja, akkor Józsinak Pisti a keresztfia. Ebből természetesen lehet több is.